# Titularbistum Dalisandus in Isauria
Dalisandus in Isauria (ital.: Dalisando di Isauria) ist ein Titularbistum der römisch-katholischen Kirche.
Es geht zurück auf einen historischen Bischofssitz in der gleichnamigen antiken Stadt in der römischen Provinz Cilicia bzw. in der Spätantike Isauria in Kleinasien (heute Türkei). Er gehörte zur Kirchenprovinz Seleucia.
| Titularbischöfe von Dalisandus in Isauria |                        |                                    |                  |                 |
| Nr.                                       | Name                   | Amt                                | von              | bis             |
| 1                                         | Laureano Castán Lacoma | Weihbischof in Tarragona (Spanien) | 24. Februar 1954 | 7. Februar 1964 |